# Berjosowka (Kaliningrad, Bagrationowsk, Pogranitschny)
Berjosowka (russisch Берёзовка, deutsch Grünwiese, Kreis Heiligenbeil) war ein ostpreußisches Dorf im Gebiet der heutigen Oblast Kaliningrad (Gebiet Königsberg (Preußen)) in Russland in der Pogranitschnoje selskoje posselenije (Landgemeinde Pogranitschny (Hermsdorf)), Rajon Bagrationowsk (Kreis Preußisch Eylau).

## Geographische Lage
Berjosowka lag 17 Kilometer nordöstlich von Mamonowo (Heiligenbeil) und zwei Kilometer westlich der Abfahrt Kornewo/Laduschkin (Zinten/Ludwigsort) der russischen Fernstraße 27A-020 (ehemalige russische A 194, frühere deutsche Reichsautobahn Berlin–Königsberg). Der nächste Bahnhof war der in Laduschkin (Ludwigsort) an der Bahnstrecke von Kaliningrad (Königsberg) nach Mamonowo (Heiligenbeil) zur Weiterfahrt nach Polen (ehemalige Preußische Ostbahn).

## Geschichte
Das einst Grünwiese genannte Gutsdorf wurde 1874 in den neu errichteten Amtsbezirk Laukitten (heute russisch: Bolschedoroschnoje) eingegliedert. Er gehörte zum Landkreis Heiligenbeil im Regierungsbezirk Königsberg der preußischen Provinz Ostpreußen. Im Jahre 1910 waren in Grünwiese 179 Einwohner registriert.
Am 30. September 1928 wurde aus Grünwiese die Exklave Gemarkung Baumgart in die Landgemeinde Kumgarten (Amtsbezirk Wesselshöfen, heute russisch: Puschkino) umgegliedert. Zum gleichen Zeitpunkt schloss sich der Gutsbezirk Grünwiese mit dem Gutsbezirk Pannwitz zur neuen Landgemeinde Grünwiese zusammen. Per 12. Juli 1929 wurde die Landgemeinde Grünwiese aus dem Amtsbezirk Laukitten in den Amtsbezirk Groß Klingbeck umgegliedert, der ebenfalls zum Landkreis Heiligenbeil gehörte und in dem sie bis 1945 verblieb.
Im Jahre 1933 zählte Grünwiese 210 Einwohner, 1939 waren es bereits 234. 1945 kam Grünwiese mit dem Ortsteil Pannwitz innerhalb des nördlichen Ostpreußens zur Sowjetunion und erhielt im Jahre 1947 die Bezeichnung „Berjosowka“. Anfangs war der Ort dem Rajon Slawskoje (Kreis Kreuzburg) zugeordnet, der 1993 im Rajon Bagrationowsk (Kreis Preußisch Eylau) aufging. Bis zum Jahre 2009 war Berjosowka in den Pogranitschny sowjet (Dorfsowjet Pogranitschny (Hermsdorf)) eingegliedert. Nach einer Struktur- und Verwaltungsreform findet der Ort keine Erwähnung mehr und gilt als aufgegeben.

## Kirche
Mit seiner vor 1945 überwiegend evangelischen Bevölkerung war Grünwiese in das Kirchspiel Bladiau (heute russisch: Pjatidoroschnoje) eingepfarrt und gehörte zum Kirchenkreis Heiligenbeil (Mamonowo) innerhalb der Kirchenprovinz Ostpreußen der Kirche der Altpreußischen Union. Letzter deutscher Geistlicher war Pfarrer Heinrich Geiger.